# Église San Giacomo degli Italiani
L'église San Giacomo degli Italiani (Saint-Jacques-des-Italiens), dite à l'origine chiesa di San Giacomo dei Pisani (Saint-Jacques-des-Pisans), puis chiesa di San Giacomo della Spada (Saint-Jacques-de-l'Épée) est une église désaffectée de Naples située via Depretis.

## Histoire
À l'origine, l'église donne vico Venafro, à quelques pas de la rue et de la place di Porto, aujourd'hui disparues, comme toute la zone basse du port refaite à la fin du XIXe siècle, au moment des travaux de rénovation de la ville.
Elle est fondée en 1238 à l'époque souabe par le consul de Pise, Addone Gualdulio, et par le chevalier Ruggiero Pesce, à la suite d'un vote de la république de Pise, dont la flotte avait gagné une bataille contre les Sarrazins et s'était installée dans le port de Naples.
En 1406, elle est confiée au chevaliers de l'ordre de Saint-Jacques de l'Épée. Bien que le vice-roi Pierre de Tolède[Passage contradictoire] eût décidé de transférer la cérémonie d'investiture à la basilique San Giacomo degli Spagnoli, nouvellement construite, la cérémonie de prise d'habit se tenait dans cette église. Par la suite, le vice-roi espagnol Íñigo López de Hurtado de Mendoza l'interdit.
Après cet ordre de chevalerie, l'église est cédée aux fidèles de l'endroit qui la restaurent en 1775 en style baroque. Elle est élevée en église paroissiale par le cardinal Gesualdo.
L'église possédait un plan singulier avec une grande salle rectangulaire et cinq chapelles installées entre les piliers. Au-dessus de l'église se trouvait un oratoire du XVIIe siècle dédié à Maria Santissima del Refrigerio, où se réunissaient les armuriers de la via Lanzieri.
L'église actuelle a été reconstruite à la fin du XIXe siècle presque au même endroit que la précédente, lorsque le quartier a été refait. Elle reprend l'ancien portail avec le blason figurant une coquille (emblème de saint Jacques) et des épées croisées. Des tableaux de l'ancienne église y sont installés aussi. 
L'église subit des dommages à cause des bombardements américains de 1943, surtout celui qui frappe le palazzo dei Telefoni, situé à côté. La façade perd alors quelques ornements néo-baroques et son petit clocher.
Après le tremblement de terre de 1980, l'église est désaffectée au culte et sert depuis de lieu d'expositions temporaires ou d'événements culturels.

## Source de la traduction
- (it) Cet article est partiellement ou en totalité issu de l’article de Wikipédia en italien intitulé « Chiesa di San Giacomo degli Italiani » (voir la liste des auteurs).